# Old Forge (New York)
Old Forge è un villaggio e un census-designated place sulla statale n. 28 che fa parte della città di Webb, nella contea di Herkimer, stato di New York, negli Stati Uniti d'America.
Al censimento del 2010 contava una popolazione di 756 abitanti.
Old Forge era inizialmente un villaggio indipendente ma fu incorporato nel 1936, rimanendo però la principale comunità della zona. Come una delle comunità "porta" occidentale dell'Adirondack Park, Old Forge costituisce un distretto estensivo di affari, prevalentemente rivolti al turismo, specialmente durante i mesi estivi. Old Forge spesso registra le temperature invernali più basse dello stato di New York. Il 17 febbraio 1979 si ebbe a Old Forge il valore più basso delle temperature invernali nello stato di New York con -47 °C.

Old Forge è la "stazione" di partenza del Percorso in canoa della foresta di Nord-Est, che dopo 740 miglia termina a Fort Kent, nel Maine.